# José Guimarães (homme politique)
José Nobre Guimarães, ou José Guimarães, né le 13 février 1959 à Quixeramobim (Brésil), est un avocat et homme politique brésilien.
José Guimarães est l'un des onze enfants de sa famille. Il est le frère de José Genoino, ancien président du Parti des travailleurs et ancien député fédéral. 
Membre du Parti des travailleurs depuis 1985, il est président du parti au Ceará entre 1991 et 2000. Il exerce deux mandats comme député d'État entre 2003 et 2007. En 2006, il est élu député fédéral et devient président du PT à la Chambre des députés entre 2012 et 2014. 
Entre 2015 et 2016, il est également Chef du gouvernement à la Chambre des députés sous le mandat de Dilma Rousseff. Entre 2010 et 2022, il est constamment réélu député. En janvier 2023, il est à nouveau nommé Chef du gouvernement à la Chambre des députés par Luiz Inácio Lula da Silva.